# Miguel León Prado
Miguel Rafael León Prado (Santiago, 25 de diciembre de 1854-3 de marzo de 1934) fue un sacerdote chileno que fue designado primer obispo de Linares, diócesis que gobernó entre 1925 y 1934.

## Vida religiosa
Sus padres fueron el agricultor y diputado Raimundo Antonio León Espejo (1810-1875) y Juana Crisóstoma Prado Prado (1818-1874); tuvo doce hermanos y fue sobrino del sacerdote y académico Miguel Rafael Prado.

### Sacerdocio
El 22 de septiembre de 1877 fue ordenado sacerdote por el arzobispo de Santiago Rafael Valentín Valdivieso. Luego fue nombrado párroco de San Miguel Arcángel, parroquia que se extendía entonces desde el Zanjón de la Aguada hasta San Bernardo. Según la Revista Católica: «Fue un gran corazón que supo conquistarse el afecto profundo del pueblo con su bondad inagotable».[cita requerida] Esto, unido a su afamada santidad, despertaba sentimientos de simpatía y devoción en sus feligreses, quienes lo llamaban «don Miguelito».[cita requerida]
El 12 de junio de 1913, fue nombrado administrador apostólico de la diócesis de Talca, donde se dedicó a la enseñanza cristiana de la juventud, quedando como testigo el Liceo Blanco Encalada. Para el desarrollo social trajo a las religiosas Siervas de Jesús, cuyo misión era atender a los enfermos. También estableció las Sociedades de Obreros de San José y de la Unión Nacional.[cita requerida]

### Obispado
Después de haber creado la diócesis de San Ambrosio de Linares el 14 de diciembre de 1925, el papa Pío XI lo nombró su primer obispo. Escogió como lema de su escudo episcopal el nombre del arcángel Miguel (en hebreo: מיכאל‎ Mija-El, Mija-Ya o Mikai-Yah, ‘¿Quién como Dios?’). Se convirtió en obispo el 27 de diciembre de 1925, cuando fue consagrado en la catedral de Santiago por el nuncio apostólico Benedetto Aloisi Masella.
El 25 de abril de 1926, monseñor León Prado tomó posesión de la sede episcopal de Linares, que gobernó hasta el 3 de marzo de 1934. En ese periodo visitó las parroquias existentes y creó aquellas de San Miguel Arcángel en Colbún (1930) y Nuestra Señora de Carmen en Nirivilo (1933). Trabajó por formar asociaciones sociales y piadosas, y dio importancia a la organización de la Acción Católica. Se vio afectado por la escasez de recursos económicos, situación agravada por la destrucción de la antigua iglesia de Linares y de otras edificaciones pertenecientes al obispado a causa del terremoto de 1928. Sin embargo, el 1 de mayo de 1932 bendijo la primera piedra de la nueva catedral, cuya obra encomendó al arquitecto Víctor Veglia.
Murió el 3 de marzo de 1934 y sus restos reposan en la cripta de la catedral de Linares. En su homenaje, se nombró a un colegio de la comuna de San Miguel Instituto Miguel León Prado (IMLP), que empezó a funcionar en 1936.